# Aladakatti, Haveri
Aladakatti là một làng thuộc tehsil Haveri, huyện Haveri, bang Karnataka, Ấn Độ.